# Bert Cameron
Bertland (Bert) Cameron (Spanish Town, 16 november 1959) is een voormalige Jamaicaanse sprinter, die gespecialiseerd was in de 400 m. Op deze afstand werd hij wereldkampioen en meervoudig Jamaicaans kampioen. In totaal nam hij driemaal deel aan de Olympische Spelen en won hierbij één zilveren medaille. In zijn actieve tijd was hij aangesloten bij Converse Track Club.

## Biografie
In 1980 maakte Cameron zijn olympisch debuut. Op zowel de 400 m als de 4 x 400 m estafette werd hij voortijdig uitgeschakeld. Vier jaar later op de Olympische Spelen van Los Angeles nam hij alleen deel aan de 400 m en wist toen wederom niet tot de finale door te dringen. Zijn derde en laatste olympische optreden was zijn beste. Individueel werd hij zesde op de 400 m in Seoul. Met zijn landgenoten Howard Davis, Devon Morris en Winthrop Graham veroverde hij een zilveren medaille op de 4 x 400 m estafette.
Zijn beste prestatie boekte Cameron in 1983. Bij de wereldkampioenschappen in 1983 in Helsinki, die dat jaar voor het eerst werden gehouden, veroverde hij een gouden plak op de 400 m. Met een tijd van 45,05 s versloeg hij zijn landgenoot Michael Franks en de Amerikaan Sunder Nix, die in respectievelijk 45,22 en 45,24 over de finish kwamen.
Tegenwoordig is Bert Cameron trainer van het Wolmers High School Boys atletiekteam.

## Titels
- Wereldkampioen 400 m - 1983
- Centraal-Amerikaans en Caribisch kampioen 400 m - 1981
- NCAA-kampioen 440 yd - 1980, 1981
- Jamaicaans kampioen 400 m - 1983, 1984, 1986, 1987, 1988, 1991

## Persoonlijk records
| Onderdeel       | Prestatie | Datum             | Plaats    |
| --------------- | --------- | ----------------- | --------- |
| 400 m (outdoor) | 44,50 s   | 26 september 1988 | Seoel     |
| 400 m (indoor)  | 46,93 s   | 4 maart 1989      | Boedapest |

## Prestaties
| Jaar | Wedstrijd                                 | Plaats        | Resultaat | Onderdeel           |
| ---- | ----------------------------------------- | ------------- | --------- | ------------------- |
| 1980 | NCAA-kamp.                                |               | 1e        | 440 yd              |
| 1981 | NCAA-kamp.                                |               | 1e        | 440 yd              |
|      | Centraal-Amerikaanse en Caribische kamp.  | Santo Domingo | 1e        | 400 m               |
| 1982 | Gemenebestspelen                          | Brisbane      | 1e        | 400 m               |
|      | Centraal-Amerikaanse en Caribische Spelen | Havana        | 1e        | 400 m               |
| 1983 | WK                                        | Helsinki      | 1e        | 400 m               |
| 1985 | Centraal-Amerikaanse en Caribische kamp.  | Nassau        | 2e        | 400 m               |
| 1987 | Pan-Amerikaanse Spelen                    | Indianapolis  | 2e        | 400 m               |
| 1988 | OS                                        | Seoel         | 2e        | 4 x 400 m estafette |

## Onderscheidingen
- Sportman van het jaar (Jamaica) - 1981, 1982, 1983

1983 Bert Cameron ·
1987 Thomas Schönlebe ·
1991 Antonio Pettigrew ·
1993 Michael Johnson ·
1995 Michael Johnson ·
1997 Michael Johnson ·
1999 Michael Johnson ·
2001 Avard Moncur ·
2003 Jerome Young ·
2005 Jeremy Wariner ·
2007 Jeremy Wariner ·
2009 LaShawn Merritt ·
2011 Kirani James ·
2013 LaShawn Merritt ·
2015 Wayde van Niekerk ·
2017 Wayde van Niekerk ·
2019 Steven Gardiner ·
2022 Michael Norman ·
2023 Antonio Watson